# Lycomya germainii
Lycomya germainii là một loài ruồi trong họ Asilidae. Lycomya germainii được Bigot miêu tả năm 1857.